# مسجد دار الأرقم
مسجد دار الأرقم والمعروف أيضا باسم «مسجد أساكوسا» (باليابانية:  ダール· ·アルカムアル)، هو مسجد يقع في وسط مدينة طوكيو. تم بناؤها في عام 1998 وتدير المسجد مؤسسة المسجد اليابان ( اليابان Mosque Foundation : JMF) والتي تعد أحد أقسام الدائرة الإسلامية في اليابان.

## المهام
المركز يقدم خدمات أساسية هي :
- مكان للصلوات الخمس اليومية وصلاة الجمعة.
- احتضان حفلات الأعراس الإسلامية وتقديم الشهادات
- مكتبة إسلامية
- تلقين الشهادتين لمعتنقي الإسلام الجدد وتقديم وثائق تشهد بذلك.
- خدمات الدفن حسب الشريعة الإسلامية
- حلقات تعليم حول مواضيع إسلامية
- نشر المعلومات الإسلامية.

## وصلات خارجية
- (بالإنجليزية) الموقع الرسمي للمسجد
- معلومات حول المسجد
- موقع المسجد على الخريطة